# Henry Caldera
Henry Caldera (ur. 27 marca 1959) – trener piłkarski z Curaçao.

## Kariera trenerska
W roku 2000 oraz w październiku 2010 roku prowadził narodową reprezentację Antyli Holenderskich.
Od lipca 2012 trenował reprezentację Curaçao U-17 i U-20. Obecnie pracuje jako selekcjoner młodzieżowej reprezentacji Curaçao.